# Boutiers-Saint-Trojan

Boutiers-Saint-Trojan este o comună în departamentul Charente, Franța. În 1 ianuarie 2022 avea o populație de 1.393 de locuitori.